# Mathilde Escher

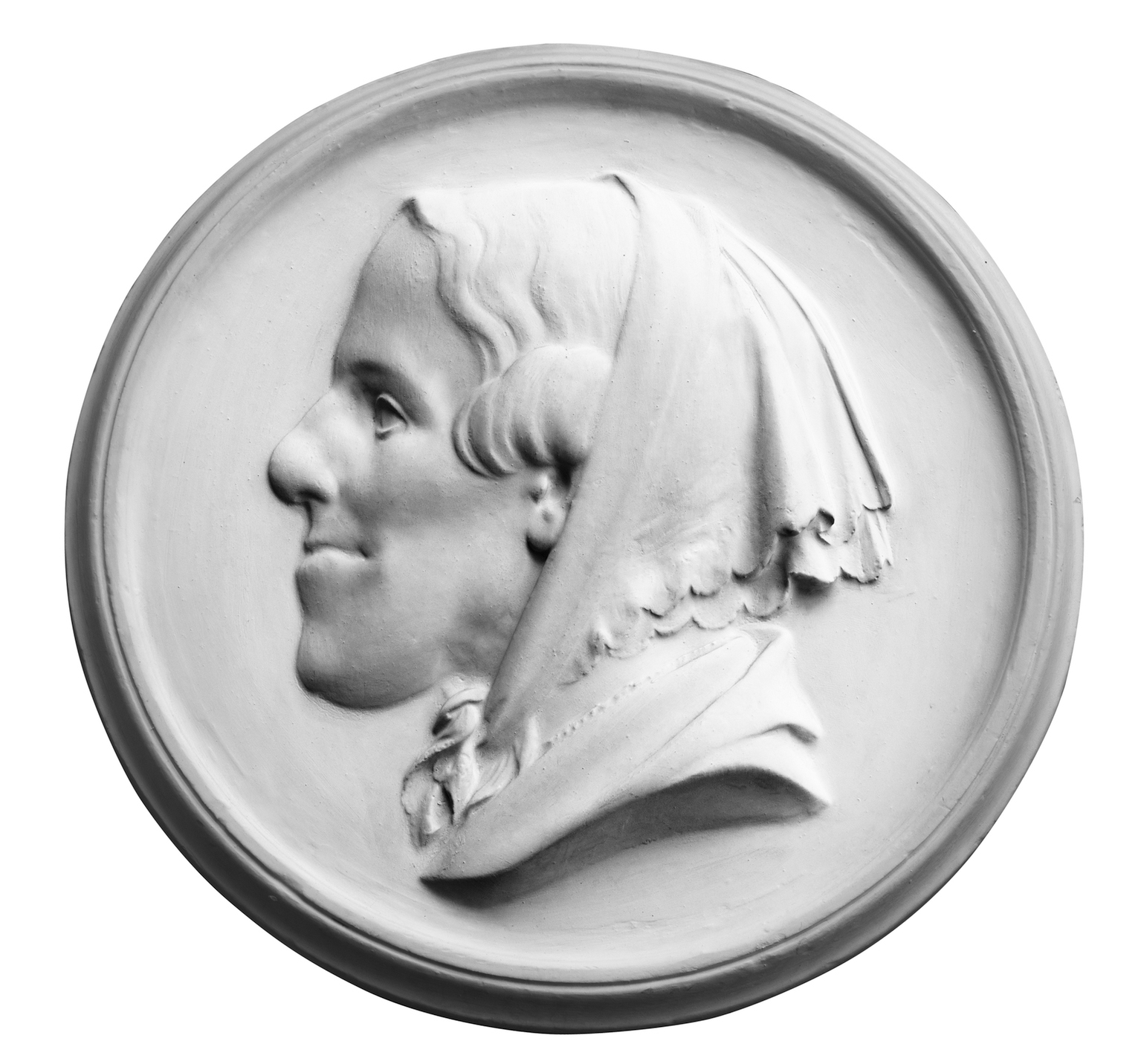
Medaillon mit dem Porträt von Mathilde Escher, undatiert

Mathilde Escher (* 26. August 1808; † 29. Mai 1875 in Zürich) war eine Zürcher Pionierin und Gründerin der Mathilde Escher Stiftung.

## Familie
Mathilde Escher war das zweite von fünf Kindern von Hans Caspar Escher vom Glas und Anna Muralt.

### Geschwister
- Gustav Albert Escher-Kennedy (1807–1845)
- Johanna Escher († 1809)
- Rosalie Escher († 1810)
- Anna Barbara Escher (1816–1861)

## Leben
Mathilde Escher wuchs in Zürich auf. Das offene Haus ihrer Eltern trug zu einem sicheren Auftreten und einem wachen Verstand des Mädchens bei. Als junge Frau reiste sie nach Karlsbad, Prag und Wien, wo sie die Schriftstellerin Karoline Pichler besuchte. 1830 wurde sie in der orthopädischen Anstalt Morlay bei Ligny 14 Monate lang gegen das «zunehmende Schiefwerden» ihres Körpers behandelt.
Auf ihrer Reise nach England und Schottland 1834 begegnete Mathilde Escher zum ersten Mal der anglikanischen Kirche, der Independent Church sowie Elizabeth Fry von den Quäkern. Diese machte auf ihrer Reise durch Kontinentaleuropa Propaganda für ihren Lebensgedanken und die «sittliche Pflege der Gefangenen». Tief beeindruckt entschloss sich Mathilde Escher, mit Gleichgesinnten in Zürich den «Verein für die sittliche Pflege der Sträflinge» zu gründen. Dies war ein für die damalige Zeit ungewöhnliches Heraustreten einer Frau aus den häuslichen Schranken.
1842 entstand der «Amalienverein», ein Armenverein. Mathilde Escher half dabei, die erste Suppenanstalt zu gründen. Sie pflegte auch ihre eigenen Eltern bis zu deren Tod.

## St.-Anna-Asyl (Mathilde Escher Stiftung)
Nach dem Tod der Eltern konnte Mathilde über bedeutende finanzielle Mittel und ihre Zeit frei verfügen. Sie gründete 1864 das «St.-Anna-Asyl» (heute «Mathilde Escher Stiftung»). Der ursprüngliche Standort lag vis-à-vis der ebenfalls von ihr gegründeten St.-Anna-Kapelle in Zürich; in diesem Gebäude wurde auch die sog. zweite St.-Anna-Kapelle untergebracht, in der zu Lebzeiten von Mathilde Escher jeden Mittwoch- und Sonntagabend reformierte Andachten stattfanden. Im Parterre war das Heim für körperlich behinderte Kinder aus armen Verhältnissen.
Die heutige Mathilde Escher Stiftung stand nach dem Abriss der ursprünglichen Gebäude 1909 an der Lengghalde in Zürich. Es ist führendes Kompetenzzentrum für Menschen mit Muskeldystrophie Typ Duchenne oder einer ähnlichen Körperbehinderung.

## Ehrung

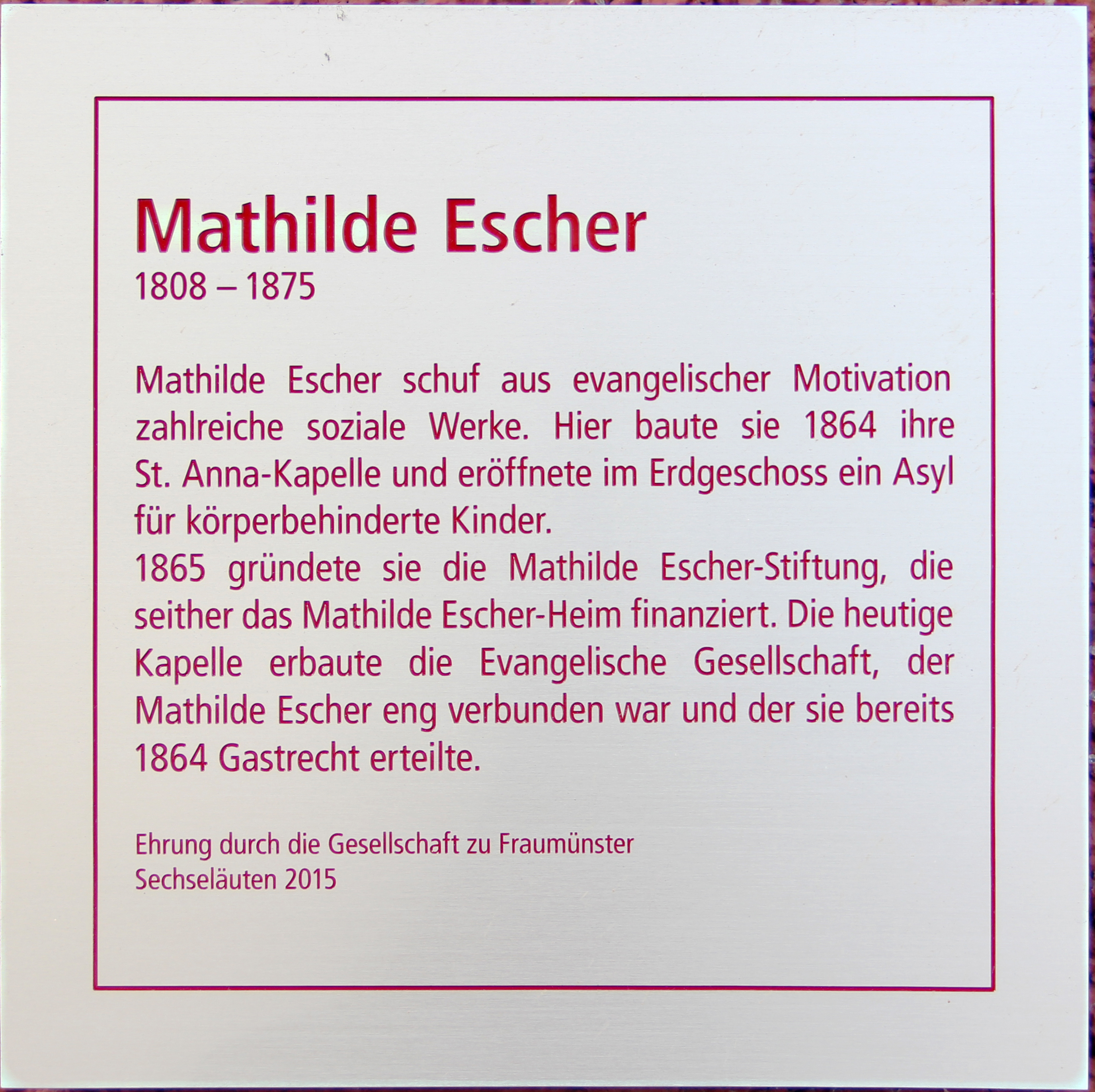
Gedenktafel Mathilde Escher, St.-Anna-Gasse 11, Zürich

Mathilde Escher wurde anlässlich der Frauenehrung am Sechseläuten 2016 von der Gesellschaft zu Fraumünster geehrt. Ihre Gedenktafel ist an der St.-Anna-Kapelle an der St.-Anna-Gasse 1 angebracht.